# Тяжёлые сны
«Тяжёлые сны» — роман русского писателя Фёдора Сологуба, впервые опубликованный в 1895 году. Это произведение Сологуба считается первым декадентским романом на русском языке.
Роман был начат Сологубом в Крестцах в 1883 году, в нём отразились жизнь и быт Крестец, а также автобиографические элементы, связанные со службой писателя в школе, но, прежде всего, в романе выведен усталый «потерявший старые законы жизни, развинченный и очень порочный» человек (так его характеризует Сологуб в письме к Л. Я. Гуревич). Учитель Логин — мечтатель, брошенный в тину маленького провинциального городка. Он больше думает, чем действует, окружающий мир проступает сквозь туман тяжёлых снов, лишь тоска наполняет его тёмными и жуткими грёзами, которые он не в силах ни победить, ни отогнать (схожий образ героя дан и в написанной тогда же повести в стихах «Кремлев» — томимый и подавляющий сам себя человек).
…Когда-то он влагал в своё учительское дело живую душу, но ему скоро сказали, что он поступает нехорошо; он задел неосторожно чьи-то самолюбия, больные от застоя и безделья, столкнулся с чьими-то окостенелыми мыслями, — и оказался или показался человеком беспокойным, неуживчивым… Его перевели в наш город… И вот он целый год томится здесь тоскою и скукою…
Так начинается биография главного героя в романе. Крепкий реализм «Тяжёлых снов», рисующий бытовые картины провинции, мелких и крупных негодяев, распоряжающихся жизнью городка, сочетается с призрачной, одурманивающей атмосферой полуснов, полуяви, наполненными эротическими грёзами и приступами страха. Подобные форма и содержание романа были совершенно чужды русской беллетристике 1880-х годов, всецело прозябавшей в бытовом реализме. Сологуб здесь впервые воплотил своё собственное художественное видение: в реалистически написанном романе он, не стесняясь, вводит фантастическое, гротескное. В границах реализма Сологуб «остаётся только до тех пор, — писал позже один из критиков, — покуда они ему не мешают. А как только ему надо, он спокойно выходит из них, как спокойно и снова возвращается в них». Так перекидывается мостик к Гоголю и немецким романтикам начала XIX века… впрочем, отравленные тоской и безысходностью герои Сологуба не имели в своей природе предшественников.
Мы слишком рано узнали тайну — и несчастны. Мы гнались за призраками. Мы живём не так, как надо, — мы растеряли старые рецепты жизни и не нашли новых.
Так говорит Логин. В этом романе чувствуется столько личного, сколько ни в одном из позднейших произведений Сологуба. Об этом сам писатель открыто никогда не говорил, лишь однажды, уже в 20-е годы, в разговоре с В. П. Калицкой Сологуб обронил:

«— Знаете вы, что критика видела в Логине из „Тяжёлых снов“ меня?

— Нет, не знала.

— Да. Впрочем, так оно и есть».

В воспоминаниях сослуживца по Вытегорской семинарии учителя И. И. Кикина сохранился тогдашний облик писателя и его настроения, с точностью отразившиеся в главном герое:
Возвращаясь из семинарии по домам, мы подолгу гуляли с Фёдором Кузьмичом по Воскресенской улице. Беседовали. Фёдор Кузьмич говорил много, вдохновлялся, мечтал. Мечты туманные были, сложные, ну вроде того: как претворять звуки в цвета…
Роман писался долго и был окончен только в Петербурге в 1894 году. Через год его с трудом, после придирок цензуры и редакции, удалось напечатать в «Северном вестнике». «Эротические», по мнению редакции, места были приглажены, а другие (история о попе Андрее) были совершенно выкинуты (правда, они не появились и в отдельных изданиях). Это вызывало естественные обиды молодого писателя. «…Я к моему писательскому делу отношусь строго, как могу, — пишет он в ноябре 1895 года издательнице журнала, — и, при всей моей денежной необеспеченности, пишу не для денег. Хорош или плох роман, это уже от размера моих способностей зависит, но работал я над ним не как наёмник, а потому и подчинение моё чужим мнениям не может быть беспредельным».
Вероятно, это вынудило Сологуба пойти на самостоятельное издание романа, в котором была восстановлена авторская воля. Книга вышла в марте 1896 года.
В сущности, это первый русский декадентский роман, и реакция критики была вполне закономерной: к «декадентам» относились свысока, с насмешкой, и критики не давали себе труда отличать истинное от поддельного. Большинство рецензий на роман были выдержаны с традиционной гражданской позиции; «Тяжёлые сны» были названы «курьёзным литературным происшествием, простой беспочвенной выдумкой», обозреватель «Русской мысли» оценивал роман, как «декадентский бред, перепутанный с грубым, преувеличенным и пессимистическим натурализмом», кто-то усмотрел в нём безнравственное подражание плохим немецким и французским романам. Лишь критик «Русской беседы» отметил роман и его автора: «Тяжёлые сны» названы «самым, быть может, в эстетико-художественном отношении выдающимся явлением литературы минувшего года», а сам автор — «самым своеобразным из начинающих беллетристов».
Должного восприятия роман дожидался много лет. Лишь по выходе второго (1906) и третьего (1909) изданий, стало возможным оценить роман собственно, как литературное произведение, правда, к тому времени роман уже прочно ассоциировался с последующим — «Мелким бесом», работать над которым Сологуб приступил по окончании «Тяжёлых снов».
Почти одновременно «Тяжёлые сны» вышли в немецком переводе в Австро-Венгрии, в 1897 году, что польстило писателю, фактически неизвестному ещё в самой России. Переводчики Александр и Клара Браунеры писали Сологубу, что им там интересуются, и что сами они под большим впечатлением от его произведений.